# Kanton Trets
Kanton Trets (fr. Canton de Trets) je francouzský kanton v departementu Bouches-du-Rhône v regionu Provence-Alpes-Côte d'Azur. Skládá se z osmi obcí.

## Obce kantonu
- Beaurecueil
- Châteauneuf-le-Rouge
- Fuveau
- Peynier
- Puyloubier
- Rousset
- Saint-Antonin-sur-Bayon
- Trets